# シュミットペシャンプリズム

シュミットペシャンプリズム、側面図(上)と3Dビュー(下)

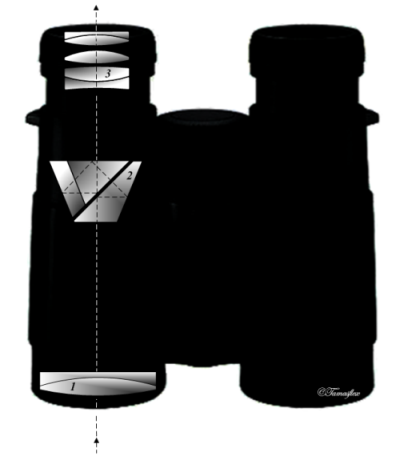
双眼鏡におけるシュミットペシャンプリズム

シュミットペシャンプリズム(英語: Schmidt–Pechan prism)は、像を 180°度回転させるのに使用される光学プリズムの形式である。
これらのプリズムは、正立像を得るために双眼鏡で一般的に使用されている。
シュミットペシャンプリズムは、屋根形(ドイツ語でダハ)プリズム構造を用いている。 
シュミットペシャンプリズムを採用した双眼鏡は、ポロ、アッペンダールプリズム、アッベケーニッヒプリズムを使用したものよりもコンパクトに構成できる。
シュミットペシャンプリズムは、ペシャンプリズムペアと呼ばれることもある。

## 動作
シュミットペシャンプリズムは、ペシャンプリズムデザインに基づく。 
エアギャップによって隔てられたふたつのプリズムで構成される。 
エアギャップがあるため、ガラス/空気境界面は4面存在する。 
ペシャンデザインは、プリズムの向きによって像を左右反転または上下反転させるが、両方を同時に行うことはできない。
シュミットペシャンデザインでは、ペシャンデザインの上部プリズムがシュミットダハプリズムに置き換えられており、シュミットペシャンプリズムは像の左右反転と上下反転の両方ができ、像回転部品として機能する。 
下部プリズムは、ハーフペンタプリズムまたはバウエルンファイントプリズムとして知られている。 
シュミットペシャンによって像は裏返しにならない。
ふたつのプリズムは、入射光軸と出射光軸が同軸になるように設計されている。つまり、シュミットペシャンプリズムは、光軸中心の光をずれさせない。 
上部プリズムのダハ部分は、屋根の各面で1回ずつ、計2回の全反射によって像を左右方向に反転させる。 
次の反射は、上下方向反転の1回反射と考えることができる。
左右反転と上下反転との両方によって、像は180°回転するが、その際に光路が45°ずれる。 
下部プリズムは、光軸を上部プリズムに45°で繋ぐことでこれを補正する。
下部プリズムは1回目に全反射をし、続く底面での2回目の反射で光を2番目のシュミットプリズムに導く。 
下部プリズムでのこの2回目の反射は臨界角未満となるため、シュミットペシャンプリズムを実際に使用するには、この面に反射コーティングが必須である。 
この点は、すべての反射面に全反射を用いるアッベケーニッヒプリズムなどのダハプリズムと異なる。
6回の反射(うち2回の反射はダハ面)の最終的な効果は、像を上下方向と左右方向の両方とも反転させることである。

## シュミットペシャンプリズムの問題点
シュミットペシャンダハプリズムは、純粋に技術的な観点から見ると、かなり複雑なダハプリズムデザインである。 
シュミットペシャンデザインに入射した光の反射回数は、アッベケーニッヒプリズムデザインのものよりも多く効率は低くなる。

### ガラスと空気の境界
すべての入射面と出射面には、損失を最小限に抑えるために、光学コーティングをする必要があるが、プリズムの同じ面が入出射面(良好な反射防止コーティングが望ましい)と内部反射面(反射を最大化するコーティングが求められる)の両方として機能することになるため、コーティングの種類は慎重に選択する必要がある。 
スワロフスキーオプティック社のコンラト・ザイルによる論文「Progress in Binocular Design」によれば、これらの面では単層反射防止コーティングが画像コントラストを最大化するとしている。

### 反射ロス
下部プリズム底面への入射角は臨界角未満であるため、全反射にならない。 
この問題を軽減するために、この面にはミラーコーティングがされる。 
一般的にはアルミミラーコーティング(反射率87％～93％)または銀ミラーコーティング(反射率95％～98％)が用いられる。
プリズムの透過率は、金属ミラーコーティングではなく誘電体コーティングを使用することでさらに改善できる。 
これにより、プリズム面は誘電体ミラーとして機能する。 
適切に設計された誘電体コーティングは、可視光スペクトル全域で99%以上の反射率を与える。 
この反射率は、アルミニウムまたは銀のミラーコーティングと比較して大幅な改善であり、シュミットペシャンプリズムの性能がポロプリズムやアッベケーニッヒプリズムと同等になる。
ミラーコーティングの必要性は、製造工程を増加させるだけでなく、全反射のみによるポロプリズムやアッベケーニッヒプリズムを採用する他の正立像方式よりもシュミットペシャンダハプリズムのロスを増大させる。 
誘電体ミラーコーティングなら反射効率は同等になるが、シュミットペシャンを高価にさせる。

### 位相補正
さらに、シュミットペシャンは他のダハプリズムと同じく位相補正の問題を有する。 
シュミットペシャンプリズム及びその他のダハプリズム双眼鏡は、位相補正コーティングにより、この問題を低減し、解像度とコントラストを大幅に向上させている。

## 双眼鏡における市販市場シェア
純粋に技術的な観点から見ると複雑な問題はあるが、シュミットペシャンプリズム型双眼鏡は、より軽量、よりコンパクト、そしてより安価なダハプリズム双眼鏡となる。
2020年代初めのシュミットペシャンプリズム型双眼鏡の商業市場シェアは、他のプリズム型のものに比べ優勢な光学設計となっている。